# A Fidzsi-szigetek az 1988. évi nyári olimpiai játékokon
A Fidzsi-szigetek a dél-koreai Szöulban megrendezett 1988. évi nyári olimpiai játékok egyik részt vevő nemzete volt. Az országot az olimpián 5 sportágban 23 sportoló képviselte, akik érmet nem szereztek.

## Atlétika
Férfi
| Versenyző              | Versenyszám    | Előfutam | Előfutam | Előfutam | Negyeddöntő | Negyeddöntő | Negyeddöntő | Elődöntő | Elődöntő | Elődöntő | Döntő   | Döntő    |
| Versenyző              | Versenyszám    | Idő      | Hely.    | Össz.    | Idő         | Hely.       | Össz.       | Idő      | Hely.    | Össz.    | Idő     | Helyezés |
| ---------------------- | -------------- | -------- | -------- | -------- | ----------- | ----------- | ----------- | -------- | -------- | -------- | ------- | -------- |
| Maloni Bole            | 100 m          | 11,19    | 7.       | 90.      | kiesett     | kiesett     | kiesett     | kiesett  | kiesett  | kiesett  | kiesett | kiesett  |
| Maloni Bole            | 200 m          | 22,44    | 5.       | 63.      | kiesett     | kiesett     | kiesett     | kiesett  | kiesett  | kiesett  | kiesett | kiesett  |
| Albert Miller          | 110 m gát      | 14,86    | 7.       | 35.      | kiesett     | kiesett     | kiesett     | kiesett  | kiesett  | kiesett  | kiesett | kiesett  |
| Lui Muavesi            | 800 m          | 1:54,48  | 7.       | 59.      | kiesett     | kiesett     | kiesett     | kiesett  | kiesett  | kiesett  | kiesett | kiesett  |
| Davendra Prakash Singh | 3000 m akadály | 9:23,50  | 10.      | 30.      |             |             |             | kiesett  | kiesett  | kiesett  | kiesett | kiesett  |
| Binesh Prasad          | 10 000 m       | 33:30,43 | 21.      | 42.      |             |             |             |          |          |          | kiesett | kiesett  |
| Binesh Prasad          | Maraton        |          |          |          |             |             |             |          |          |          | 2:41:50 | 76.      |
| Joe Rodan              | 400 m          | 48,69    | 7.       | 56.*     | kiesett     | kiesett     | kiesett     | kiesett  | kiesett  | kiesett  | kiesett | kiesett  |
| Joe Rodan              | 400 m gát      | 53,66    | 8.       | 35.      |             |             |             | kiesett  | kiesett  | kiesett  | kiesett | kiesett  |
| Moses Zarak Khan       | 1500 m         | 4:03,20  | 13.      | 55.      |             |             |             | kiesett  | kiesett  | kiesett  | kiesett | kiesett  |

| Versenyző     | Versenyszám | 100 m | 100 m | Távolugrás | Távolugrás | Súlylökés | Súlylökés | Magasugrás | Magasugrás | 400 m | 400 m | 110 m gát | 110 m gát | Diszkoszvetés | Diszkoszvetés | Rúdugrás | Rúdugrás | Gerelyhajítás | Gerelyhajítás | 1500 m  | 1500 m | Végeredmény | Végeredmény |
| Versenyző     | Versenyszám | Idő   | Pont  | Eredmény   | Pont       | Eredmény  | Pont      | Eredmény   | Pont       | Idő   | Pont  | Idő       | Pont      | Eredmény      | Pont          | Eredmény | Pont     | Eredmény      | Pont          | Idő     | Pont   | Pont        | Helyezés    |
| ------------- | ----------- | ----- | ----- | ---------- | ---------- | --------- | --------- | ---------- | ---------- | ----- | ----- | --------- | --------- | ------------- | ------------- | -------- | -------- | ------------- | ------------- | ------- | ------ | ----------- | ----------- |
| Albert Miller | Tízpróba    | 11,47 | 759   | 643 cm     | 682        | 12,33 m   | 626       | 194 cm     | 749        | 50,30 | 801   | 15,00     | 850       | 38,72 m       | 639           | 400 cm   | 617      | 57,26 m       | 697           | 4:53,72 | 596    | 7016        | 32.         |

* - egy másik versenyzővel azonos időt ért el
Női
| Versenyző       | Versenyszám | Előfutam | Előfutam | Előfutam | Negyeddöntő | Negyeddöntő | Negyeddöntő | Elődöntő | Elődöntő | Elődöntő | Döntő   | Döntő    |
| Versenyző       | Versenyszám | Idő      | Hely.    | Össz.    | Idő         | Hely.       | Össz.       | Idő      | Hely.    | Össz.    | Idő     | Helyezés |
| --------------- | ----------- | -------- | -------- | -------- | ----------- | ----------- | ----------- | -------- | -------- | -------- | ------- | -------- |
| Sainiana Tukana | 100 m gát   | 15,50    | 7.       | 33.      | kiesett     | kiesett     | kiesett     | kiesett  | kiesett  | kiesett  | kiesett | kiesett  |

| Versenyző       | Versenyszám | 100 m gát | 100 m gát | Magasugrás            | Magasugrás            | Súlylökés | Súlylökés | 200 m | 200 m | Távolugrás | Távolugrás | Gerelyhajítás            | Gerelyhajítás            | 800 m      | 800 m      | Végeredmény   | Végeredmény   |
| Versenyző       | Versenyszám | Idő       | Pont      | Eredmény              | Pont                  | Eredmény  | Pont      | Idő   | Pont  | Eredmény   | Pont       | Eredmény                 | Pont                     | Idő        | Pont       | Pont          | Helyezés      |
| --------------- | ----------- | --------- | --------- | --------------------- | --------------------- | --------- | --------- | ----- | ----- | ---------- | ---------- | ------------------------ | ------------------------ | ---------- | ---------- | ------------- | ------------- |
| Sainiana Tukana | Hétpróba    | 15,60     | 764       | érvényes ugrás nélkül | érvényes ugrás nélkül | 8,61 m    | 439       | 26,37 | 765   | 512 cm     | 592        | érvényes kísérlet nélkül | érvényes kísérlet nélkül | nem indult | nem indult | nem ért célba | nem ért célba |

## Cselgáncs
Férfi
| Versenyző           | Versenyszám  | 64-es főtábla                          | 32-es főtábla                         | Nyolcaddöntő      | Negyeddöntő       | Elődöntő          | Vigaszág első kör | Vigaszág negyeddöntő                          | Vigaszág elődöntő | Bronzmérkőzés     | Döntő             | Helyezés |
| Versenyző           | Versenyszám  | Ellenfél Eredmény                      | Ellenfél Eredmény                     | Ellenfél Eredmény | Ellenfél Eredmény | Ellenfél Eredmény | Ellenfél Eredmény | Ellenfél Eredmény                             | Ellenfél Eredmény | Ellenfél Eredmény | Ellenfél Eredmény | Helyezés |
| ------------------- | ------------ | -------------------------------------- | ------------------------------------- | ----------------- | ----------------- | ----------------- | ----------------- | --------------------------------------------- | ----------------- | ----------------- | ----------------- | -------- |
| Simione Kuruvoli    | Váltósúly    | Rodnomyn Erkhembayar (MGL) · 0000–1000 | kiesett                               | kiesett           | kiesett           | kiesett           |                   |                                               |                   |                   |                   | 34.      |
| Josateki Basalusalu | Középsúly    | erőnyerő                               | Vlagyimir Sesztakov (URS) · 0010–1000 |                   |                   |                   |                   | Csiu Heng-an (Chiu Heng-An) (TPE) · 0000–0122 | kiesett           | kiesett           | kiesett           | 9.       |
| Viliame Takayawa    | Félnehézsúly |                                        | Stéphane Traineau (FRA) · 0010–1011   | kiesett           | kiesett           | kiesett           |                   |                                               |                   |                   |                   | 18.      |

## Ökölvívás
| Versenyző           | Versenyszám  | Selejtező                | 32-es főtábla                  | Nyolcaddöntő      | Negyeddöntő       | Elődöntő          | Döntő             | Helyezés |
| Versenyző           | Versenyszám  | Ellenfél Eredmény        | Ellenfél Eredmény              | Ellenfél Eredmény | Ellenfél Eredmény | Ellenfél Eredmény | Ellenfél Eredmény | Helyezés |
| ------------------- | ------------ | ------------------------ | ------------------------------ | ----------------- | ----------------- | ----------------- | ----------------- | -------- |
| Apete Temo          | Kisváltósúly | erőnyerő                 | Humberto Rodríguez (MEX) · RSC | kiesett           | kiesett           | kiesett           | kiesett           | 17.      |
| Isimeli Lesivakarua | Váltósúly    | Sören Antman (SWE) · RSC | kiesett                        | kiesett           | kiesett           | kiesett           | kiesett           | 33.      |

RSC – a mérkőzésvezető megállította a mérkőzést

## Úszás
Férfi
| Versenyző    | Versenyszám | Előfutam | Előfutam | Előfutam | B döntő | B döntő | B döntő | Döntő   | Döntő    |
| Versenyző    | Versenyszám | Idő      | Hely.    | Össz.    | Idő     | Hely.   | Össz.   | Idő     | Helyezés |
| ------------ | ----------- | -------- | -------- | -------- | ------- | ------- | ------- | ------- | -------- |
| Warren Sorby | 100 m gyors | 56,66    | 3.       | 66.      | kiesett | kiesett | kiesett | kiesett | kiesett  |
| Warren Sorby | 50 m gyors  | 25,64    | 1.       | 57.      | kiesett | kiesett | kiesett | kiesett | kiesett  |
| Jason Chute  | 50 m gyors  | 26,46    | 5.       | 62.      | kiesett | kiesett | kiesett | kiesett | kiesett  |
| Jason Chute  | 100 m gyors | 58,14    | 4.       | 70.      | kiesett | kiesett | kiesett | kiesett | kiesett  |
| Jason Chute  | 200 m gyors | 2:09,05  | 4.       | 60.      | kiesett | kiesett | kiesett | kiesett | kiesett  |

Női
| Versenyző        | Versenyszám    | Előfutam | Előfutam | Előfutam | B döntő | B döntő | B döntő | Döntő   | Döntő    |
| Versenyző        | Versenyszám    | Idő      | Hely.    | Össz.    | Idő     | Hely.   | Össz.   | Idő     | Helyezés |
| ---------------- | -------------- | -------- | -------- | -------- | ------- | ------- | ------- | ------- | -------- |
| Angela Birch     | 100 m gyors    | 1:02,91  | 4.       | 51.      | kiesett | kiesett | kiesett | kiesett | kiesett  |
| Angela Birch     | 200 m gyors    | 2:16,79  | 3.       | 43.      | kiesett | kiesett | kiesett | kiesett | kiesett  |
| Angela Birch     | 100 m hát      | 1:13,48  | 1.       | 37.      | kiesett | kiesett | kiesett | kiesett | kiesett  |
| Angela Birch     | 200 m vegyes   | 2:39,20  | 7.       | 35.      | kiesett | kiesett | kiesett | kiesett | kiesett  |
| Angela Birch     | 50 m gyors     | 29,01    | 7.       | 44.      | kiesett | kiesett | kiesett | kiesett | kiesett  |
| Cina Munch       | 50 m gyors     | 28,55    | 3.       | 39.      | kiesett | kiesett | kiesett | kiesett | kiesett  |
| Cina Munch       | 100 m gyors    | 1:03,06  | 5.       | 52.      | kiesett | kiesett | kiesett | kiesett | kiesett  |
| Cina Munch       | 200 m gyors    | 2:18,45  | 4.       | 44.      | kiesett | kiesett | kiesett | kiesett | kiesett  |
| Cina Munch       | 100 m pillangó | 1:12,03  | 6.       | 38.      | kiesett | kiesett | kiesett | kiesett | kiesett  |
| Sharon Pickering | 100 m pillangó | 1:10,51  | 5.       | 37.      | kiesett | kiesett | kiesett | kiesett | kiesett  |
| Sharon Pickering | 200 m hát      | 2:36,99  | 3.       | 32.      | kiesett | kiesett | kiesett | kiesett | kiesett  |
| Sharon Pickering | 100 m hát      | 1:12,14  | 4.       | 36.      | kiesett | kiesett | kiesett | kiesett | kiesett  |
| Sharon Pickering | 200 m vegyes   | 2:35,22  | 6.       | 34.      | kiesett | kiesett | kiesett | kiesett | kiesett  |

## Vitorlázás
Férfi
| Versenyző        | Versenyszám | Futam   | Futam    | Futam | Futam | Futam   | Futam  | Futam | Pontszám | Helyezés |
| Versenyző        | Versenyszám | 1       | 2        | 3     | 4     | 5       | 6      | 7     | Pontszám | Helyezés |
| ---------------- | ----------- | ------- | -------- | ----- | ----- | ------- | ------ | ----- | -------- | -------- |
| Tony Philp       | Divízió II  | 34,0    | (52,0**) | 24,0  | 29,0  | 24,0    | 33,0   | 52,0* | 196,0    | 28.      |
| Colin Philp, Jr. | Finn dingi  | (40,0*) | 36,0     | 32,0  | 30,0  | 30,0*** | 40,0** | 26,0  | 194,0    | 29.      |

Nyílt
| Versenyző                            | Versenyszám | Futam  | Futam | Futam | Futam | Futam | Futam | Futam | Pontszám | Helyezés |
| Versenyző                            | Versenyszám | 1      | 2     | 3     | 4     | 5     | 6     | 7     | Pontszám | Helyezés |
| ------------------------------------ | ----------- | ------ | ----- | ----- | ----- | ----- | ----- | ----- | -------- | -------- |
| Colin Dunlop Colin Philp David Ashby | Soling      | (26,0) | 25,0  | 23,0  | 26,0  | 21,0  | 26,0  | 22,0  | 143,0    | 19.      |

* - nem ért célba

* - kizárták

* - bírók által adott pontszám